# 2 Pułk Artylerii Legionów
2 Pułk Artylerii Legionów im. Króla Władysława IV (2 pa) – oddział Wojsk Rakietowych i Artylerii Sił Zbrojnych RP.
Jednostka powstała 1 kwietnia 2001 w wyniku przeformowania 2 pułku artylerii mieszanej. Pułk wchodził w skład 12 Szczecinskiej Dywizji Zmechanizowanej. Stacjonował w garnizonie Szczecin, w koszarach przy ulicy Mickiewicza, a od 7 listopada 2001 w Choszcznie, w koszarach przy ulicy Dąbrowszczaków. Rozformowany w 2011 roku.

## Tradycje jednostki
2 Pułk Artylerii Legionów kontynuował tradycje jednostek artylerii Wojska Polskiego:
- 2 Pułk Artylerii Lekkiej Legionów 1920-1939
- 2 Warszawski Pułk Artylerii Lekkiej Armii Polskiej we Francji 1940
- 2 Pułk Artylerii Lekkiej 1943-1996
- 2 Pułk Artylerii Mieszanej Legionów im. Króla Władysława IV 1996-2001

Patronem Pułku był Król Władysław IV Waza. Swoje święto Pułk obchodził 12 czerwca.
19 grudnia 2011 w Choszcznie odbyła się ceremonia pożegnania sztandaru. Pułk został rozformowany do 31 grudnia 2011.

## Struktura organizacyjna i uzbrojenie
- dowództwo
- dywizjon dowodzenia (ddow)
- dywizjon artylerii samobieżnej (das)
- dywizjon artylerii rakietowej (dar)
- kompania zaopatrzenia (kzaop)
- kompania remontowa (krem)
- kompania medyczna (kmed)

Na uzbrojeniu i wyposażeniu Pułku znajdowały się między innymi:
- armatohaubice Dana
- wyrzutnie rakietowe BM-21
- wozy dowodzenia WD-43
- ruchome węzły łączności cyfrowej RWŁC-10
- wozy dowodzenia ADK-11

## Dowódcy pułku
- płk dypl. Andrzej Kupis (od 8 VI 2004)
- płk dypl. Krzysztof Zawadzki (od 6 VII 2007)
- płk dypl. Tomasz Piotrowski (od 1 VII 2008)
- płk dypl. Andrzej Lorenc (od 15 IX 2010)
- ppłk dypl. Edward Kalinowski (p.o. od 14 VII 2011)